# Américo de Campos
Américo de Campos é um município brasileiro do estado de São Paulo. Tem uma população de 5.706 habitantes (IBGE/2010). Conhecida regionalmente por suas manifestações culturais como o carnaval de rua, festa do peão boiadeiro e a tradicional folia de reis.

## História
- Fundação: 24 de junho de 1927 (97 anos)

Em 1920, Manoel Francisco Tomaz e Henrique de Souza Lima, planejaram fundar um patrimônio nos sertões entre o rio Preto e o São José dos Dourados, recebendo do procurador de Escolástica Augusta de Vasconcelos, proprietária da Fazenda Águas Paradas, a doação de dez alqueires de terra para o Bispado de São Carlos, divididos em quarteirões, criando o povoado de Vila Botelho.
Outros colonizadores apoiaram o empreendimento, como João Batista de Souza Filho, Joaquim Manoel Serapião, Olegário Nogueira da Silva, Francisco Vilar Horta, João Batista da Silveira, Fungêncio de Andrade, Israel Francisco Tomaz, Francisco Goulart, Carlos Lauer e Guilherme Palhate, que se destacaram no desenvolvimento e administração do núcleo.
Em 1920 já estava construída a capela e o cruzeiro, iniciando-se também, as primeiras casas residenciais e comerciais, adotando o nome de São João das Águas Paradas.
Em 1926 criou-se o Distrito de Paz e em 1948, o Município, agora denominado Américo de Campos, em homenagem ao político e homem público paulista.

### Formação Administrativa
Distrito criado com Denominação de Américo Campos, por Lei Estadual nº 2180, de 27 de dezembro de 1926, no Município de Tanabi.
Em divisão administrativa referente ao ano de 1933, o Distrito de Américo de Campos figura no Município de Tanabi.
Em divisões territoriais datadas de 31-XII-1936 e 31-XII-1937, Américo de Campos é Distrito apenas judiciário e figura igualmente no Município de Tanabi.
No quadro anexo ao Decreto-lei estadual nº 9073, de 31-III-1938, o Distrito de Américo de Campos permanece no Município de Tanabi assim figurando no quadro fixado pelo Decreto estadual nº. 9 775, de 30-XI-1938, para 1939-1943.
Em virtude do Decreto-lei estadual nº 14334, de 30-XI-1944, que fixou o quadro territorial para vigorar em 1945-48, o Distrito de Américo de Campos figura igualmente no Município de Tanabi.
Elevado à categoria de município com a denominação de Américo de Campos, por Lei Estadual nº 233, de 24 de dezembro de 1948, desmembrado de Tanabi. Constituído de 2 Distritos: Américo de Campos e Pontes Gestal. Sua instalação se verificou no dia 10 de abril de 1949.
Fixado o quadro territorial para vigorar em 1949-1953, o Município de Américo de Campos é composto dos Distritos de Américo de Campos e Pontes Gestal.
No quadro fixado pela Lei Estadual nº 2456, de 30-XII-1953 para vigorar em 1954-1958, O Município de Américo de Campos é constituído de 2 Distritos, Américo de Campos e Pontes Gestal.
Assim permanecendo em divisão territorial datada de 01-VII-1960.
Lei Estadual nº 8092, de 28 de fevereiro de 1964, desmembrado de Américo de Campos o Distrito de Pontes Gestal.
Em divisão territorial datada de 31-XII-1968, o município é constituído do Distrito Sede.
Assim permanecendo em Divisão Territorial de 15-VII-1997

## Geografia
Localiza-se a uma latitude 20º17'57" sul e a uma longitude 49º43'54" oeste, estando a uma altitude de 471 metros.
Possui uma área de 253,1 km².

### Demografia
Dados do Censo - 2010
População total: 5.706
- Urbana: 4.788
- Rural: 918
- Homens: 2.862[5]
- Mulheres: 2.844

Densidade demográfica (hab./km²): 22,54
Dados do Censo - 2000
Mortalidade infantil até 1 ano (por mil): 14,82
Expectativa de vida (anos): 71,79
Taxa de fecundidade (filhos por mulher): 1,95
Taxa de alfabetização: 87,30%
Índice de Desenvolvimento Humano (IDH-M): 0,774
- IDH-M Renda: 0,696
- IDH-M Longevidade: 0,780
- IDH-M Educação: 0,846

(Fonte: IPEADATA)

### Rodovias
- SP-479

## Infraestrutura

### Comunicações
O sistema de telefones automáticos foi inaugurado na cidade em 1977 pela Telecomunicações de São Paulo (TELESP), que também implantou o sistema de discagem direta à distância (DDD) em 1986 com o código de área (0174). Anteriormente a cidade era atendida pela Companhia de Telecomunicações do Estado de São Paulo (COTESP).
Na década de 90 o código DDD da cidade foi alterado para (017), para padronização do sistema telefônico com a telefonia celular que estava sendo implantada em todo o estado.

## Administração
- Prefeito: Carlos Roberto Achilles (2017/2020)
- Vice-Prefeito: Rosa Helena Miron Facundo Leitão
- Presidente da Câmara: Henrique Ferracini Dias (2019/2020)

## Religião
O Cristianismo se faz presente na cidade da seguinte forma:

### Igreja Católica
- A igreja faz parte da Diocese de Votuporanga.[10]

### Igrejas Evangélicas
- Assembleia de Deus Ministério do Belém.[11][12]
- Congregação Cristã no Brasil.[13]
- Igreja Presbiteriana Independente do Brasil.[14]